# E-Cycling-Weltmeisterschaften 2024
Die E-Cycling-Weltmeisterschaften 2024 wurden am 26. Oktober vom Radsport-Weltverband UCI in Zusammenarbeit mit dem Unternehmen MyWoosh ausgetragen.

## Ablauf
Nachdem die UCI für die drei ersten Austragungen der Weltmeisterschaften von 2020 bis 2023 eine Zusammenarbeit mit Zwift eingegangen war, schrieb sie den Vertrag für die Zeit von 2024 bis 2026 neu aus. Als Resultat wechselte sie den Anbieter und vergab diese an die emiratische Firma MyWhoosh. Damit einher gingen organisatorische Veränderungen: Die Weltmeisterschaften wurden in den Oktober verlegt, und die Teilnehmer waren erstmals am selben Ort in Abu Dhabi versammelt, während sie bei vorherigen Ausgaben von zu Hause aus über Internet daran teilgenommen hatten.
Weitere signifikante Änderungen betrafen die Auswahl der Finalteilnehmer. Jeder Verband konnte bis zu drei Fahrer vorschlagen für eine so genannte öffentliche Qualifikation, die Anfang August vonstattenging und den besten 25 Teilnehmern einen Startplatz im Halbfinale bot. Über 80 Prozent der Plätze im Halbfinale wurden allerdings direkt an die nationalen Verbände vergeben, die Quoten dafür richteten sich nach den WM-Ergebnissen der letzten zwei Jahre. Im Halbfinale am 6. September, das wie die öffentliche Qualifikation online ausgerichtet wurde, erhielten je Geschlecht die besten 20 einen Platz im Finale. Hinzu kamen zwei Wildcards. Im Gegensatz zu den vorherigen Ausgaben qualifizierten sich auf diese Weise hauptsächlich E-Cycling-Spezialisten; führende Fahrer anderer Radsport-Disziplinen waren nicht zugegen.
Die Finalisten wurden auf Kosten des Veranstalters nach Abu Dhabi gebracht und bestritten dort unter kontrollierten Bedingungen den Wettkampf. Dieser fand in der Marina Hall 2 des Abu Dhabi National Exhibition Centre (ADNEC) nach einem Punktesystem in drei Phasen statt. In der ersten Phase war eine möglichst schnelle Zeit über 300 Meter bei fliegendem Start zu setzen. Die zweite Phase bestand aus einem auf neun Kilometer bemessenen Kurs mit einer längeren Steigung; Punkte gab es zu Beginn und am Ende der Steigung sowie im Ziel. Die dritte Phase verlief nach Art eines Kriteriums über vier Runden à vier Kilometer mit Punkten nach jeder Runde. An den Wertungen gab es 20 Punkte für den Ersten, für jeden folgenden Fahrer jeweils einen Punkt weniger. Die Zielankünfte der zweiten und dritten Phase zählten doppelt, maximal waren also 200 Punkte zu erreichen.

## Ergebnisse

### Frauen
| Platz | Name               | Land | Punkte |
| ----- | ------------------ | ---- | ------ |
| 1     | Kate McCarthy      | NZL  | 180    |
| 2     | Gabriela Guerra    | BRA  | 176    |
| 3     | Kathrin Fuhrer     | SUI  | 165    |
| 4     | Maria Holdcroft    | GBR  | 156    |
| 5     | Lou Bates          | GBR  | 156    |
| 6     | Merle Brunnée      | GER  | 145    |
| 7     | Mika Söderström    | SWE  | 145    |
| 8     | Emma Dyrhovden     | NOR  | 110    |
| 9     | Kristen Kulchinsky | USA  | 107    |
| 10    | Emma Belforth      | SWE  | 101    |

Die Siegerin der letzten beiden Ausgaben Loes Adegeest trat nicht wieder an. Es gewann die Neuseeländerin Kate McCarthy, die Schweizerin Kathrin Fuhrer verbesserte sich vom siebten Platz im Vorjahr auf den dritten.
Weitere Platzierungen:
 Emilia Welte (15.), Pia Kummer (18.)

### Männer
| Platz | Name             | Land | Punkte |
| ----- | ---------------- | ---- | ------ |
| 1     | Jason Osborne    | GER  | 177    |
| 2     | Lionel Vujasin   | BEL  | 174    |
| 3     | Kasper Borremans | FIN  | 164    |
| 4     | Bjørn Andreassen | DEN  | 154    |
| 5     | Hayden Pucker    | USA  | 145    |
| 6     | Vidar Mehl       | NOR  | 133    |
| 7     | Michał Kamiński  | POL  | 127    |
| 8     | Joshua Harris    | AUS  | 112    |
| 9     | Ollie Jones      | NZL  | 110    |
| 10    | Daniel Turek     | CZE  | 107    |

Jason Osborne siegte nach 2020 zum zweiten Mal und war bei allen vier WM-Ausgaben bis zu diesem Zeitpunkt auf dem Podium vertreten. Der Zweite, Lionel Vujasin, war bereits zweimal unter den besten Zehn gewesen, Titelverteidiger Bjørn Andreassen kam auf Rang vier.
Weitere Platzierungen:
 Martin Maertens (15.)